# Heiligkreuz und St. Blasius (Auernhofen)

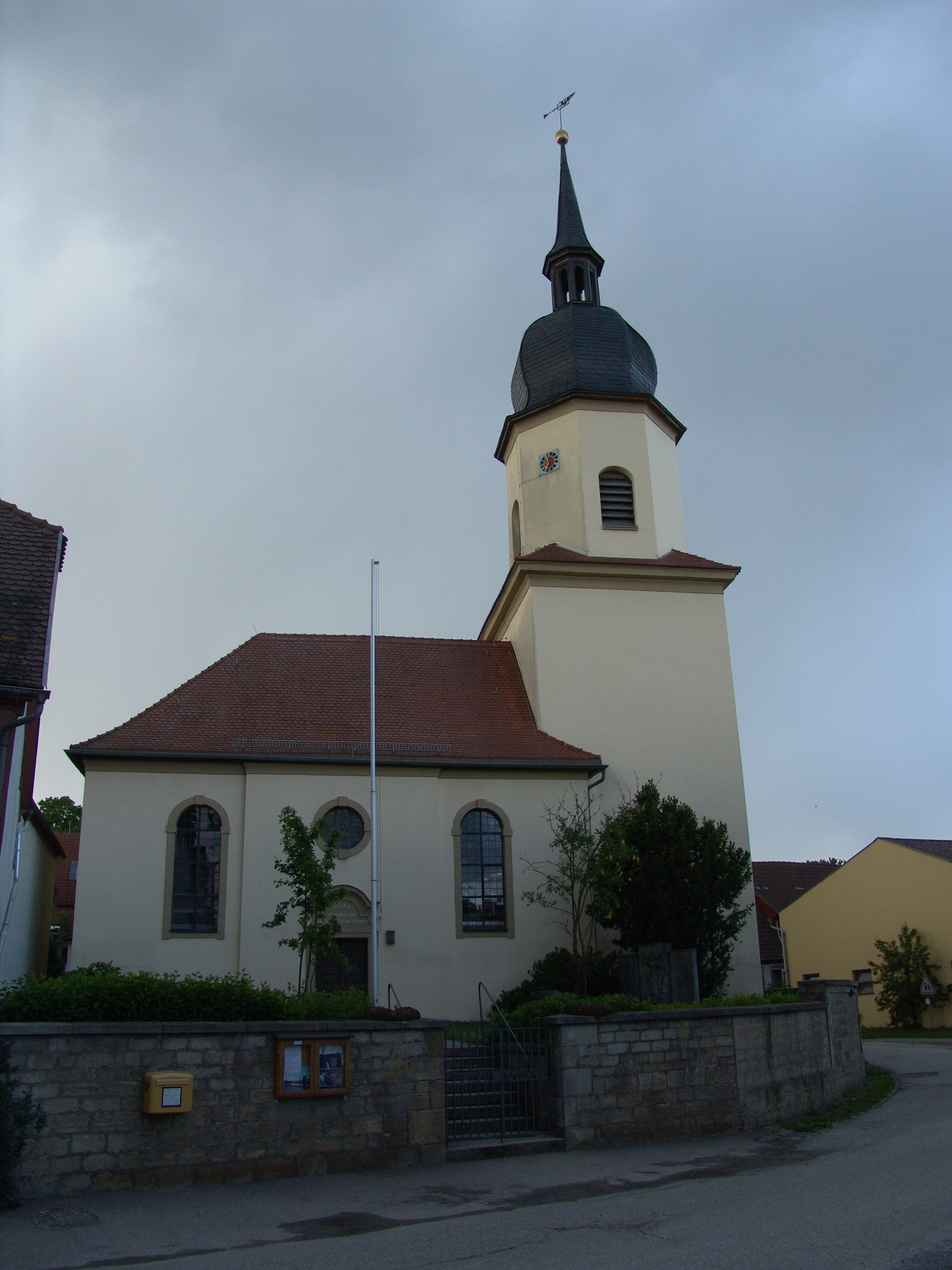
Heiligkreuz und St. Blasius (Auernhofen)

Die Evangelische Kirche Heiligkreuz und St. Blasius ist ein denkmalgeschütztes Kirchengebäude, das im Gemeindeteil Auernhofen der Gemeinde Simmershofen im Landkreis Neustadt an der Aisch-Bad Windsheim (Mittelfranken, Bayern) steht. Das Bauwerk ist unter der Denkmalnummer D-5-75-163-7 als Baudenkmal in die Bayerische Denkmalliste eingetragen. Die Kirchengemeinde der Filialkirche gehört zur Pfarrei Simmershofen im Evangelisch-Lutherischen Dekanat Uffenheim im Kirchenkreis Ansbach-Würzburg der Evangelisch-Lutherischen Kirche in Bayern.

## Beschreibung
Beim Neubau der am 30. November 1714 eingeweihten Saalkirche nach einem Entwurf von Gabriel de Gabrieli wurde der mittelalterliche Chorturm bis auf 25 Fuß Höhe abgetragen und um ein achteckiges Geschoss aus Holzfachwerk mit Schieferdeckung erhöht, das die Turmuhr und hinter den Klangarkaden den Glockenstuhl beherbergt. Darauf sitzt eine Welsche Haube. Die Sakristei wurde an der Nordseite des Turms angebaut. Die Kanzel und das Altarkreuz stammen aus der ersten Hälfte des 18. Jahrhunderts.